# 十八里镇 (永城市)
十八里镇，是中华人民共和国河南省商丘市永城市下辖的一个乡镇级行政单位。

## 行政区划
十八里镇下辖以下地区：
十八里村、七里店村、孙园村、陈楼村、郭李庄村、十里庙村、李窑村、柘树村、三座楼村、单各村、祝庄村、成楼村、刘岗村、王双楼村、陈土楼村、大李庄村、曹庄村、望堂村和彭楼村。